# Aaron Clapham
Aaron Daniel Clapham (né le 15 janvier 1987 à Christchurch en Nouvelle-Zélande) est un joueur de football international néo-zélandais.
Il évolue actuellement dans le club néo-zélandais du Canterbury United en tant que milieu de terrain.
Sa sœur Sara Clapham, est également une joueuse internationale avec l'équipe féminine de Nouvelle-Zélande.

## Biographie

### Club
En 2005, Clapham accepte d'entrer dans une école de football à St Francis University avant de rejoindre l'University of Louisville avec qui il passe deux ans, inscrivant 8 buts en 37 apparitions.
Il part ensuite rejoindre l'Australie, et rejoint le Dandenong Thunder en Victorian Premier League.
Clapham part ensuite dans son pays et pour Canterbury United, en tant que milieu central. 
Il inscrit son premier clip lors d'une victoire 2-0 contre Waikato le 8 novembre 2009, et les aidant à finir 4e du New Zealand Football Championship. Il est élu footballeur du championnat de Nouvelle-Zélande de l'année pour la saison 2009-10.

### Sélection
Clapham joue tout d'abord avec l'équipe de Nouvelle-Zélande des moins de 20 ans, avec qui il dispute la coupe du monde de football des moins de 20 ans au Canada.
Après avoir impressionné avec la franchise de NZFC de Canterbury United durant la saison 2009-2010, Clapham est sélectionné pour un camp d'entraînement de 15 Australiens et Néo-Zélandais. Après une forte impression pour la Nouvelle-Zélande 'A' contre une sélection de la NZFC à la fin du camp le 8 mai 2010, Clapham est convoqué à la surprise générale avec les All Whites par le sélectionneur Ricki Herbert pour disputer la coupe du monde 2010.
Clapham fait ses débuts officiels en sélection le 10 octobre 2010 lorsqu'il entre en tant que remplaçant lors d'un nul amical 1-1 à domicile contre le Honduras.